# Свідчення й Освідчення
Свідчення й Освідчення… (Автографи для Анатолія Добрянського) — оригінальне наукове видання частини автографів для А. М. Добрянського від видатних письменників, науковців, громадсько-культурних і освітніх діячів.

## Історія
Книга «Свідчення й Освідчення» має підзаголовок: «Автографи для Анатолія Добрянського».

Добрянський Анатолій Миколайович (1935–2003) — поет, літературознавець, мистецтвознавець, педагог, перекладач, лектор з дипломом артиста, громадський діяч; заслужений діяч мистецтв України, почесний громадянин Чернівців.

А. М. Добрянський заповів свою бібліотеку — близько двадцяти тисяч книг — міській громаді. Вона стала основою бібліотеки його імені: Муніципальною бібліотекою імені Анатолія Добрянського (поки що — унікальною такого типу для України).

Серед книг бібліотеки виявилось біля тисячі книг, які були в різний час подаровані Добрянському відомими письменниками, композиторами, науковцями, громадськими діячами з їхніми автограмами.

Колектив бібліотеки вирішив видати частину автографів, які дають змогу читачеві відчути: «… „аромат доби“, характерні її деталі, саме життя, що було живим і захоплюючим, не зважаючи ні на що».

## Структура
Книга складається з п'яти частин:

- вступу («Від упорядників»);
- змістовної статті доктора філологічних наук, професора, завідувача кафедри Чернівецького державного університету Богдана Мельничука про А. Добрянського, епоху в якій він жив та людей, які дарували йому книги («Книги незабутню пам'ять мають»);
- основної частини книги: сканованих автографів;
- джерельно-приміткової бази (для менш відомих діячів приводиться їх біографія) і іменного покажчика.

## Автори
У підготовці книги «Свідчення й освідчення» брали участь: 

Б. І. Мельничук, Н. М. Мельничук, Т. А. Севернюк, Т. В. Чайка, О. І. Щербанюк.

Книгу видано на видавництві: «Книги — ХХІ» у 2008 році, об'єм книги 328 с.

## Зміст
Основний розділ книги «Свідчення й Освідчення …(Автографи для Анатолія добрянського)» — це скановані сторінки книг з автографами. Крім автографів на книгах є певна кількість автографів на музичних платівках, подарованих композиторами, музикантами або співаками.

Перші книги, перші автографи припадають на період навчання в школі, в університеті, служби в армії.

Частина автографів (книг) появилась, коли Добрянський відвідував з мистецькими акціями різні міста України і інших республік Радянського Союзу:

Під час перебування на 4-му з'їді письменників України в Києві — Івана Манжури, з мистецькою місією в Білорусі — Володимира Гончарова, Ольги Коваль, Варлена Бичека, Ригора Барадуліна, Генадзя Буравкіна, Янки Бриля., мандрівці на Кавказ — автографи грузинських письменників.
Географія місць дарування широка, але переважно це — Чернівці .

Так автограф на подарованій книжці В'ячеслава Чорновола у Добрянського появився, коли Чорновіл проходив студентську журналістську практику в чернівецькій газеті «Радянська Буковина». 
Автограф Миколи Руденка теж появився під час його перебування (1953) в Чернівцях (пізніше були ще два). Теж низка автографів появилась після перебування на Буковині удмуртського поета Германа Ходирева, прибалтійських літераторів Зигмунта Скуіня, Валдіса Лукса, Анни Саксе, Арвіда Григуліса, Іманта Аузіня, Ояра Вацієтіса, київських письменників Андрія Малишка, Дмитра Павличка, Івана Драча, Степана Крижанівського, Володимира Яворівського.

Автографів митців-киян, які зустрічалися або листувались з А. Добрянським особливо багато: Павло Усенко, Петро Дорошко, Микола Нагнибіда, Юрій Збанацький, Павло Автономов, Юрій Щербак, Петро Осадчук, Юрій Мушкетик, Микола Сидоряк, Юрій Івакін, Софія Майданська, Світлана Йовенко, Василь Шубравський, Іван Дзюба, а також донеччани Лідія Колесникова і Петро Боднарчук, івано-франківці Степан Пушик і Павло Добрянський, одесит Панас Данилко, дніпропетровка Клавдія Фролова, львів'янин Микола Красюк, кишинівці Еміліан Буков, Костянтин Попович та інші молдавскі літератори.

Не мало є й автографів співаків, композиторів, артистів: Ігор Ільїнський, Павло Кармелюк, Дмитро Гнатюк, Анатолій Солов'яненко, Марія Бієшу, Валентина Левко, Федір Жарко, Володимир Івасюк, Степан Сабадаш, Марія Миколайчук, Андрій Кушніренко, Павло Дворський, Левко Дутківський, Віктор Морозов, Володимир Давиденко.

Але найбільше автографів було від буковинців.

Автографи написані на семи мовах.

## Приклади автографів